# Zinf
Zinf es un reproductor de archivos de sonido para Windows y Linux. Su nombre es un acrónimo recursivo que significa Zinf Is Not FreeAmp! Zinf está basado en un proyecto anterior llamado FreeAmp, pero tuvieron que cambiar su nombre debido a problemas legales con la marca AMP registrada por PlayMedia Systems, Inc.
Zinf es un programa libre distribuido según la licencia GNU.